# مايك باور
مايك باور (بالإنجليزية: Mike Bauer)‏ مواليد 29 يونيو 1959 في أوكلاند، هو لاعب كرة مضرب أمريكي سابق وكان يلعب باليد اليمنى. أعلى تصنيف له في الفردي كان المركز الـ 29 في سنة 1984. أعلى تصنيف له في الزوجي كان المركز الـ 25 في سنة 1983.

## روابط خارجية
- مايك باور على موقع رابطة محترفي التنس (الإنجليزية)
- مايك باور على موقع الاتحاد الدولي لكرة المضرب (الإنجليزية)
- مايك باور على موقع خلاصة التنس.كوم (الإنجليزية)